# Миямото Усаги
Миямото Усаги (яп. 宮本 兎) — персонаж американской серии комиксов Usagi Yojimbo издательства Dark Horse Comics, созданный Стэном Сакаи. Усаги — антропоморфный кролик («Усаги» с яп. — «Кролик») и ронин. Дебютировал в Albedo #2 (ноябрь 1984). Персонаж часто пересекается с Черепашками-ниндзя.
В мае 2011 года Миямото Усаги занял 92-е место в списке «100 лучших героев комиксов всех времён» по версии IGN. Также он занял 31-е место в списке «50 величайших персонажей комиксов» по версии журнала Empire.

## История публикаций
Миямото Усаги — главный герой комиксов Usagi Yojimbo, который, по словам Сакаи, был вдохновлён жизнью легендарного фехтовальщика Миямото Мусаси. Первоначально персонаж был задуман как человек, но когда создатель однажды в 1984 году нарисовал кролика со связанными ушами в стиле, напоминающем самурайский топ-кнот, ему понравился дизайн, и он решил назвать его Миямото Усаги и развивать идею.

## Биография
Усаги — высококвалифицированный фехтовальщик и один из лучших воинов в своём мире. 
Усаги был единственным сыном главы деревни. В детстве он играл с двумя сверстниками — Кэнъити, ставшим вечным соперником Усаги, и Марико, за сердце которой сражались оба юноши. В конечном итоге трио распалось, поскольку молодые люди отравились обучаться на самураев в школу Догора Будзицу. По пути в заведение юноши стали свидетелями нападения высокомерных студентов Догоры на одинокого путешественника по имени Кацуити. Тот покинул школу много лет назад, будучи недовольным учениками. Несмотря на численный перевес, банда студентов потерпела поражение от руки сэнсэя, воспользовавшегося необычной, но крайне эффективной техникой. В то время как Кэнъити остался равнодушным от увиденного, Усаги отправился вслед за сэнсэем, в надежде стать его учеником. Несмотря на первоначальный отказ, Кацуити изменил своё решение, будучи поражённым силой духа Усаги, который стоял возле его дома днём и ночью при плохой погоде.
В течение многих лет Усаги был единственным учеником Кацуити-сэнсэя, и, несмотря на то, что из-за своего хулиганского поведения он не раз попадал в неприятности, молодой человек преуспел в учёбе, став выдающимся воином. Во время одного из таких злоключений молодой Усаги украл меч умирающего солдата Свакидзаси, когда прогуливался по полю боя со своим учителем. Преисполнившись чувством вины за кражу, Усаги начал видеть мёртвого солдата в многочисленных ситуациях, а также стал жертвой ночного кошмара, в котором Кацуити превратился в солдата. По возвращении на поле боя, чтобы вернуть меч его законному владельцу, Усаги был пойман старшими самураями и обвинен в краже. Вместо того, чтобы казнить юного кролика по общему правилу, они решили отрезать ему руку. Тем не менее, прежде чем самураи успели совершить самосуд, будущий господин Усаги Мифунэ вмешался от своего имени и, почувствовать благородство внутри кролика, отпустил Усаги.
Завершив обучение Усаги, Кацуити привёл своего воспитанника на состязание фехтовальщиков, проводившееся школой Догора. Усаги выиграл турнир, где его последним противником выступил друг детства Кэнъити, ставший лучшим учеником школы Догора. За это Усаги получил свою собственную дайсё: катану под названием Яги-но Эда и вакидзаси  — Аояги. Даймё региона, лорд Мифунэ, наблюдал за соревнованием и был впечатлён мастерством Усаги, предложив тому должность слуги. Перед отъездом на службу, Усаги направился в родную деревню, чтобы проститься со знакомыми и близкими, по пути обнаружив погрузившегося в пьянство Кэнъити, который поклялся покинуть школу после поражения на турнире, стыдясь возвращаться домой. В конце концов молодые люди вернулись в деревню, чтобы освободить её от доставляющих неприятности разбойников. Кэнъити решил остаться и стал главой деревни после смерти отца Усаги, что несколько утешило Марико, которая потеряла одного из двух дорогих для неё друзей. Впоследствии Кэнъити и Марико поженились, однако, прежде чем покинуть деревню, Усаги сблизился с Марико, в результате чего она у них родился сын по имени Дзётаро, чьё происхождение было скрыто от Усаги в течение многих лет.
За выдающиеся достижения на службе Усаги стал доверенным личным телохранителем своего господа и его семьи. Тем не менее, карьера Усаги пошла к краху, когда Лорд Хикидзи нанял ниндзя, чтобы те убили семью Мифунэ. После убийства жены и сына Мифунэ последний начал войну со своим заклятым врагом. Эта война завершилась в битве при Адахигахаре, иногда называемой равниной Адати, в ходе которой Мифунэ одержал верх, однако один из его подчинённых Буити Тода предал своего господина и присоединился к Хикидзи. Друг и непосредственный начальник Усаги Гунити покинул поле боя, увидев, что битва проиграна. Лорд Мифунэ погиб в результате попадания многочисленных стрел, однако Усаги удалось выполнить свой долг, заключавшийся в том, чтобы унести голову своего господина, дабы помешать врагу публично продемонстрировать её. Во время конфронтации с Хикидзи Усаги приобрёл шрам над левым глазом. Скрывшись в лесу, Усаги похоронил голову господина Мифунэ и избежал преследования со стороны приспешников Хикидзи. Предотвратив осквернение головы Лорда Мифунэ, Усаги пришёл к выводу, что он искупил позор от поражения в битве. В противном случае он собирался совершить сэппуку. Отомстив за смерть своего господина как Тоде, так и Гунити, Усаги так и не добрался до Хикидзи.
Став ронином, Усаги путешествовал по другой части региона, зарабатывая на жизнь в качестве ёдзимбо по найму. В ходе своего «паломничества», он встретил много друзей, в том числе: молодого Лорда Нориюки из клана Гейсю и его доблестную защитницу Томэ Амэ, циничного охотника за головами носорога Мураками Гэнносукэ, загадочного охотника на демонов фехтовальщика Сасукэ, блестяще проницательного инспектора Исиду, ренегата Куноити Тидзу и хитрого уличного артиста / мелкого вора Кицунэ и ученика Киёко.

## Телевидение

### Черепашки-ниндзя (1987)

Миямото Усаги в мультсериале «Черепашки-ниндзя» 1987 года.

Усаги периодически появлялся в мультсериале «Черепашки-ниндзя» (1987), в котором его озвучивал Таунсенд Коулман. Он живёт в Феодальной Японии на Земле в альтернативной вселенной, где животные, а не люди, превратились в доминирующий вид.

### Черепашки-ниндзя (2003)

Миямото Усаги в мультсериале «Черепашки-ниндзя» 2003 года.

В «Черепашках-ниндзя» 2003 года Усаги дебютирует во втором сезоне. Его озвучивает Джейсон Гриффит. Впервые он появляется в серии «Большая драка. Часть 2», в которой он приходит на помощь к Леонардо, когда на того нападают теневые ниндзя. Он обращается к Лео как к каппе, и между ними начинает складываться тесная дружба. Позже они становятся участниками турнира Битвы Нексуса. Во время их сражения, Леонардо был отравлен дротиком с ядом, который в него направил сын Великого Даймё, жаждущий власти. Усаги беспокоится и желает помочь, он просит Донателло позволить ему попытаться исцелить Лео с помощью травяных лекарств. Вскоре эти трое сражаются с теневыми ниндзя, которых послал сын Даймё, чтобы убить отца.
В третьем сезоне Усаги появляется во время празднования рождества в серии «Рождественские пришельцы», а затем под конец сезона в серии «Реальный мир. Часть 1», когда Леонардо попадает в его мир.
В четвёртом сезоне Усаги и антропоморфный носорог Ген посещают нашу Землю в эпизоде «Туристы-самураи».
В последнем сезоне мультсериала Усаги присутствует на свадьбе Кейси и Эйприл в финальном эпизоде «Свадебные колокола и байты».

### Черепашки-ниндзя (2012)
Усаги появляется в пятом и последнем сезоне мультсериала «Черепашки-ниндзя» (2012), где его озвучивает Юки Мацузаки.

### CGI-мультсериал
Netflix выпустил CGI-мультсериал под названием «Кролик-самурай: Хроники Усаги», который вращается вокруг кролика-подростка Юичи, являющегося потомком Усаги, и его группы эксцентричных товарищей.

## Видеоигры
- Миямото Усаги фигурирует в видеоигре Samurai Warrior: The Battles of Usagi Yojimbo[англ.]. Также версия Усаги из мультсериала 2003 года появляется в Teenage Mutant Ninja Turtles 2: Battle Nexus, где он выступает в качестве предпоследнего босса на турнире Битва Нексус, но не является игровым персонажем.
- Усаги стал игровым персонажем в DLC Dimension Shellshock к игре Teenage Mutant Ninja Turtles: Shredder’s Revenge (2021)[15].

## Критика
Усаги попадал в списки героев от различных журналов. Wizard поставил его на 57 место в списке величайших персонажей комиксов, в то время как журнал Empire определил его в своём списке на 31 место среди величайших персонажа комиксов, заявив, что «долголетие» Усаги «можно объяснить интригующим сочетанием исторического и кинематографического влияния». В IGN кролика поместили на 92 место среди величайших героев комиксов всех времён и написали, что «несмотря на свою очаровательную внешность, Усаги — серьёзный герой, приключения которого отдают дань уважения классическим самурайским фильмам и даже приключениям другого героя из списка — Гроо». Там также добавили, что «спустя столько лет Усаги Йоджимбо по-прежнему доставляет удовольствие».